# What’s a Wife Worth?

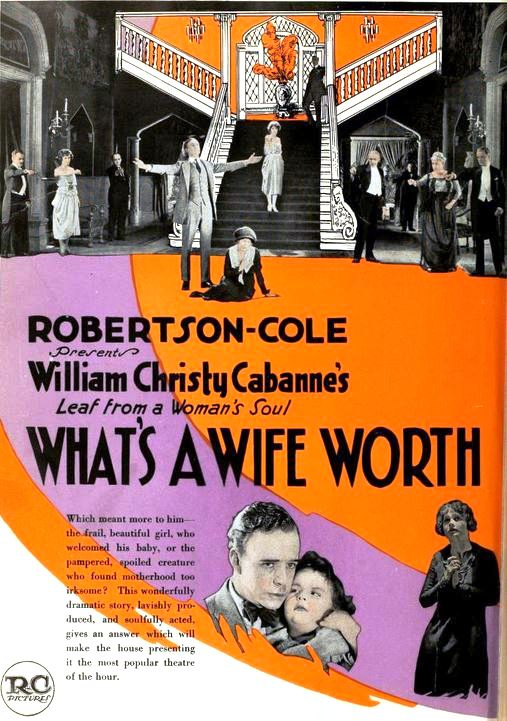
Anunci de la pel·lícula, aparegut a la pàgina 3 de la revista Film Daily el 3 d'abril de 1921.

What’s a Wife Worth? és una pel·lícula muda de la Robertson-Cole escrita i dirigida per Christy Cabanne i protagonitzada per Casson Ferguson i Ruth Renick. La pel·lícula es va estrenar 27 de març de 1921.

## Argument
Després de casar-se amb Rose Kendall, Bruce Morrison s'assabenta que el seu pare està molt malalt. Li demanen que mantingui el matrimoni en secret per no donar-li un disgust ja que volia que es casés amb Jane Penfield. Murray, el germà de Jane, s'assabenta del casament i fa xantatge a Bruce amenaçant-lo d'explicar-ho al pare. Després maquina per fer que els esposos es barallin i així aconseguir que Bruce s'acabi casant amb Jane. Malgrat que el pla funciona les dues noies queden embarassades de Bruce. El fill de Jane mor i el metge de la família per tal que els Morrison es quedin el de Rose com si fos seu. Gradualment, Bruce es va desil·lusionant amb Jane que negligeix la seva família per promoure les seves aspiracions socials. Quan Rose visita els Morrison per veure el seu fill, Bruce s'assabenta de la veritat i la parella es reconcilia.

## Repartiment
- Casson Ferguson (Bruce Morrison)
- Ruth Renick (Rose Kendall)
- Cora Drew (tieta de Rose)
- Virginia Caldwell (Jane Penfield)
- Alec B. Francis (James Morrison)
- Howard Gaye (Henry Burton)
- Lillian Langdon (Mrs. Penfield)
- Maxfield Stanley (Murray Penfield)
- Charles Wyngate (Dr. Durant)
- Helen Lynch (la noia del Retrospect)